# Agyi keringés

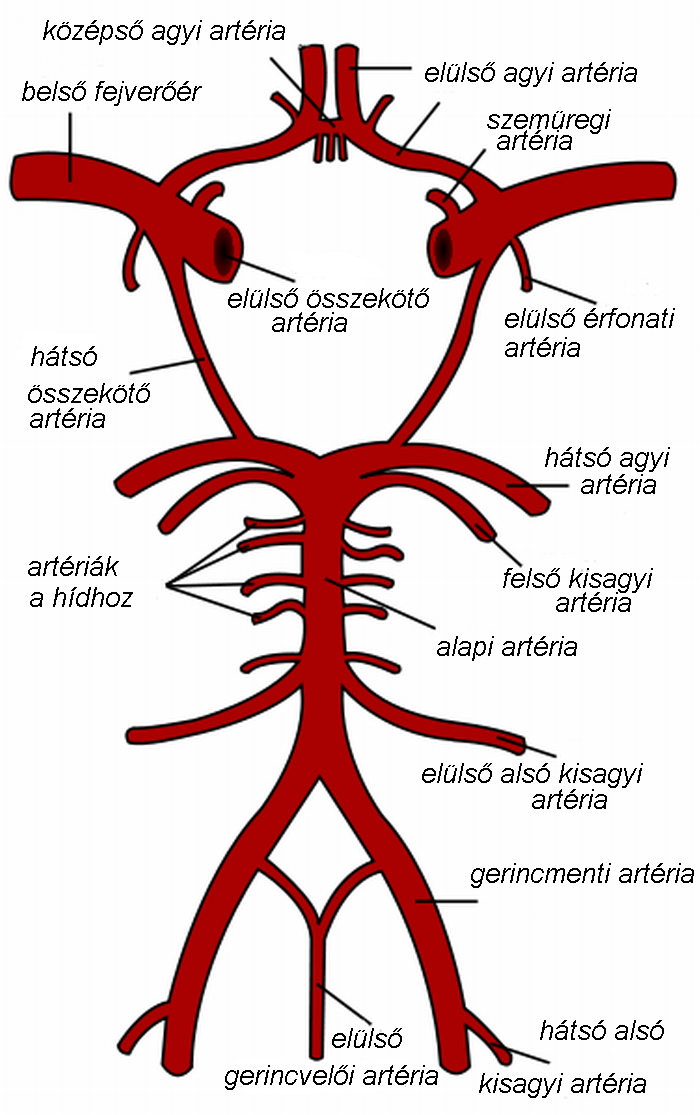
Willis-féle agyalapi artériás gyűrű

Az agyi keringés, a  központi idegrendszernek a megfelelő vérellátása nélkülözhetetlen fontosságú az emberi szervezet ezen alapvető szabályozó rendszerének működéséhez. Ez az emberi szervezet vérellátásra legérzékenyebb szerve/szervrendszere, vérellátásának zavarai hamar végzetes kimenetelűek lehetnek.

## Az agy verőerei
Az agyat a kétoldali belső feji verőér (arteria carotis interna) és a kétoldali gerincmenti verőér (arteria vertebralis) látja el. Az artériák az agyalapon a pókhálóhártya alatti (subarachnoidealis) térben helyezkednek el, és egymást összekötő (anasztomizáló) ágaikkal alkotják az agyalapi artériás gyűrűt (circulus arteriosus cerebri; Willis-féle agyalapi artériás gyűrű, vagy hatszög).
A belső feji verőér (arteria carotis interna) a közös feji verőér  (arteria carotis communis) kettéágazódásánál kezdődik, ahol általában egy helyi tágulata van, ez a sinus caroticus.  Az ér felszáll a nyakon, és a koponyaüregbe a halántékcsontban lévő, a koponyaalapon kezdődő saját csatornáján (canalis caroticus) keresztül lép be. Ezután az artéria a barlangos vénás öblön (sinus cavernosus) keresztül, a subarachnoidealis térbe belépve, eloszlik elülső és középső agyi verőérre (arteria cerebri anterior és media). Az utóbbi egy ágcsoportja az agyalapon benyomulva segít a törzsdúcok és a belső tok (capsula interna) ellátásában. 
A gerinc menti verőér (arteria vertebralis) a kulcscsont alatti verőér (arteria subclavia) első szakaszának egy ága, a nyakon fut fölfelé a felső hat nyaki csigolya haránt nyúlványaiban lévő lyukakon, majd az öreglyukon (foramen magnumon)  lép be, és áttörve a kemény agyhártyát és a pókhálóhártyát belép a pókhálóhártya alatti (subarachnoidealis) térbe. Azután a nyúltvelőn fölfelé, előre fut.  
Az alapi verőér (arteria basilaris) a kétoldali gerinc menti verőér egyesüléséből jön létre a híd alsó szélénél. Felfelé száll a híd elülső felszínének közepén saját sekély barázdájában (sulcus basilaris). A híd felső szélén kettéoszlik a két hátsó agyi verőérre (arteria cerebri posterior). Az agyalapi artériás gyűrű a legjelentősebb anasztomózis rendszer. A pókhálóhártya alatti térben futó artériaágak között is vannak kisebb anasztomózisok, de ezek sem tudják kompenzálni a szomszédos területeket ellátó artériák kiesését. Az agy állományába belépő verőerek viszont már jól körülhatárolt területeket látnak el, oldalirányú összeköttetésük minimális, a szomszédos területeket ellátó artériák kiesését nem képesek pótolni, azaz végartériák.

## Az agy vénás elvezetése
Az agy vénáinak fala vékony, és nem tartalmaznak izomszövetet, valamint  nincsenek vénabillentyűik. Az agyból lépnek ki, és a pókhálóhártya alatti (subarachnoidealis) térben helyezkednek el. Átfúrják a pókhálóhártyát (arachnoidea mater) és a kemény agyhártya (dura mater) belső (meningealis) lemezét, majd a koponyaűri vénás öblökbe (sinus durae matris) ömlenek. Ez utóbbiak a kemény agyhártya sajátos, lényegében véna funkciót betöltő képződményei. A vénás vér fő kilépési helye a torkolati nyílás (foramen jugulare) hátsó, nagyobb része. A vénás öblök utolsó szakasza (sinus sigmoideus) itt megy át a mély nyaki visszérbe (vena jugularis interna).
Agyi keringés